# Chapelle de la Madeleine de Pezens
Pour les articles homonymes, voir Chapelle de la Madeleine.
La chapelle de la Madeleine est une chapelle romane située à Pezens, dans le département français de l'Aude en région Occitanie.

## Historique
La chapelle de la Madeleine est très ancienne puisqu'elle remonte aux Xe et XIe siècles, avec des modifications apportées aux XIIe et XVIIe siècles.
Elle fait l'objet d'une inscription au titre des monuments historiques depuis le 8 septembre 1949.

## Architecture
La chapelle de la Madeleine, édifiée en moellon et couverte de lauzes, présente un beau chevet typique du premier art roman.
Ce chevet est composé d'une abside semi-circulaire unique prolongée une travée de chœur très basse comparée au pignon auquel elle est adossée, lequel prend la forme d'un clocher-mur.
L'abside est percée d'une minuscule fenêtre axiale surmontée d'un arc de pierre monolithe, caractéristique archaïque typique du premier art roman. Cet arc est orné d'une croix gravée dans la pierre.
Le mur sud de l'abside est percé d'une fenêtre circulaire surmontée des armoiries de la famille de Voisins.
Quant au mur sud de la travée de chœur, il présente, encastré dans sa maçonnerie, bas-relief figurant des oiseaux et est surmonté d'une corniche ornée d'une frise en damier.

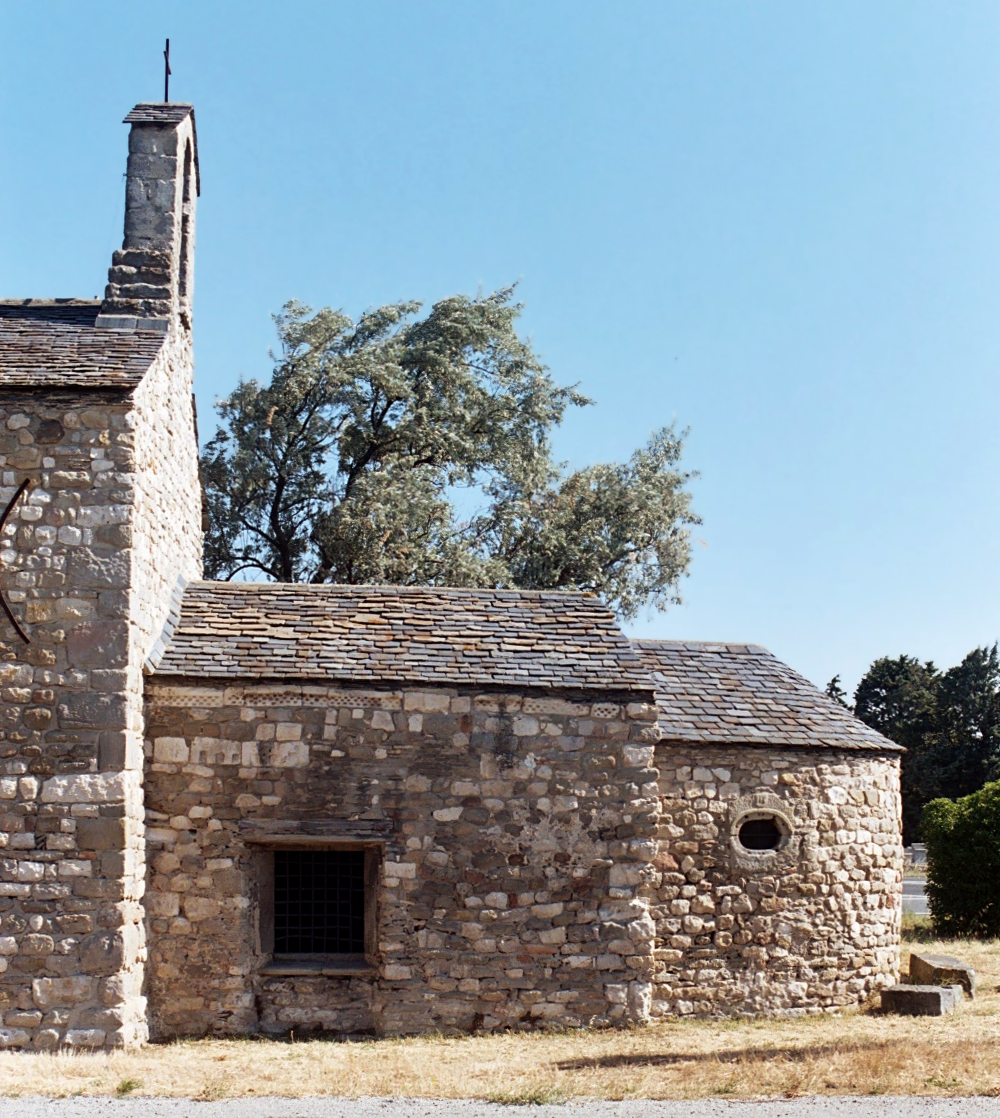
Le clocher-mur, la travée de chœur et le chevet.